# Bhojpur (huyện của Ấn Độ)
Huyện Bhojpur là một huyện thuộc bang Bihar, Ấn Độ. Thủ phủ huyện Bhojpur đóng ở Ara. Huyện Bhojpur có diện tích 2473 ki lô mét vuông. Đến thời điểm năm 2001, huyện Bhojpur có dân số 2233415 người.